# Нагината
Нагина̀та (なぎなた, 長刀 или 薙刀, дословен превод – „дълъг меч“) е японско хладно оръжие с дълга ръкохватка (около 2 м) с овално сечение и извито едностранно острие (около 30 см), с което се биели бушите (така са наричани самураите в древна Япония).
С времето се е утвърдил облекчен вариант на оръжието (1,2 – 1,5 м), използван при тренировки и показал по-добри характеристики в боя. Нагината е аналог на глефата, (макар често да се бърка с алебарда), но значително по-лека. Първите сведения за използване на Нагината са от края на VII век. В Япония е имало 425 школи, в които се е изучавала техниката на бой нагинатадзюцу. Това е било основното оръжие на во̀йните — монаси Сохей.
В мирно време нагината се използвали от Онна-бугейса – жени-самураи за защита на домовете си.